# Culex babahoyensis
Culex babahoyensis är en tvåvingeart som beskrevs av Levi-castillo 1953. Culex babahoyensis ingår i släktet Culex och familjen stickmyggor. Inga underarter finns listade i Catalogue of Life.